# HMCS Ontario (C53)
HMCS Ontario var en lätt kryssare av Minotaur-klass som byggdes för Royal Navy som HMS Minotaur (53), men som vid färdigställandet överfördes till Royal Canadian Navy och döptes om till Ontario.
HMS Minotaur kölsträcktes den 20 november 1941 av Harland & Wolff i Belfast och sjösattes den 29 juli 1943. Hon överfördes till den kanadensiska flottan i juli 1944 och färdigställdes och togs i bruk som HMCS Ontario den 25 maj 1945 i Belfast.

## Tjänstgöring
Efter att ha tagits i bruk utrustades hon på floden Clyde i Skottland. Hon skickades för att ansluta sig till 4:e kryssarskvadronen i Stillahavsområdet, men kom för sent för att delta i stridigheterna, även om hon användes i operationerna i Hongkong, Manila och Japan. Hon återvände hem för ombyggnad och anlände till Esquimalt, British Columbia den 27 november 1945.
I oktober 1948 seglade Ontario tillsammans med jagarna Cayuga, Athabaskan, Crescent och fregatten Antigonish till Pearl Harbor, Hawaii, vilket var den största insatsen för den kanadensiska flottan efter kriget. I januari 1949 deltog Ontario i den största utbildningskryssningen som den kanadensiska flottan dittills gjort med hangarfartyget Magnificent, jagarna Haida, Athabaskan och fregatten Antigonish. Gruppen, som fick beteckningen CTF 215, deltog i flottövningar med amerikanska och brittiska fartyg i Karibiska havet. I februari 1951 seglade Ontario till Australien och deltog i gemensamma övningar med den australiska flottan. På vägen gjorde fartyget flera hamnbesök och återvände till Kanada i juni. I oktober 1951 seglade Ontario till östkusten där prinsessan Elizabeth och prins Philip, hertig av Edinburgh, gick ombord på fartyget för deras resa från Sydney, Nova Scotia, genom Cabotsundet till Newfoundland under det kungliga besöket. Fartyget återvände till Esquimalt efter turnén och anlände i december. Från september till december 1952 seglade Ontario runt Sydamerika på en utbildningskryssning och gjorde flera hamnbesök. När fartyget gick in i hamnen i Buenos Aires kolliderade kryssaren med handelsfartyget SS Arauco och träffades mittskepps. Fartyget kunde dock fortsatte sin kryssning tills det anlände till Rio de Janeiro den 6 november. Där konstaterades det att styrbords propellrar var skadade. Den yttre propellern avlägsnades och reparationer gjordes på den inre. Efter nästan två veckor i Rio de Janeiro tvingades Ontario återvända till Esquimalt med reducerad hastighet.
Den 15 juni 1953 deltog kryssaren i flottuppvisningen för att fira drottning Elizabeth II:s kröning. I januari 1954 påbörjade Ontario en utbildningskryssning över Stilla havet och besökte Australien, Nya Zeeland och Tonga innan hon återvände till Esquimalt i april. Ontario genomförde en tre månaders kryssning till Australien och Nya Zeeland i början av 1955 och återvände till Kanada den 2 april. Kryssaren påbörjade sedan den 25 april en fyra månader lång kryssning i Europa. I juni 1956 lämnade Ontario Esquimalt för en två månader lång övningskryssning längs Nord- och Sydamerikas kuster, som gick så långt söderut som till Ecuador. Kryssaren återvände till hamnen den 10 augusti efter att ha mött den 2:a kanadensiska eskortskvadronen utanför Kaliforniens kust.
Ontario togs ur tjänst den 15 oktober 1958. Fartyget såldes till ett företag på västkusten som påbörjade men inte slutförde arbetet med att skrota fartyget i Vancouver. Fartyget såldes vidare, tillsammans med HMCS Quebec, till Mitsui and Co. i Japan. Hon anlände till Osaka för att skrotas den 19 november 1960.